# Littorina fasciata
Littorina fasciata är en snäckart som beskrevs av Gray 1839. Littorina fasciata ingår i släktet Littorina och familjen strandsnäckor. Inga underarter finns listade i Catalogue of Life.